# St. Cloud (Florida)
St. Cloud és una població dels Estats Units a l'estat de Florida. Segons el cens del 2000 tenia 20.074 habitants.

## Demografia
Segons el cens del 2000, St. Cloud tenia 20.074 habitants, 7.716 habitatges, i 5.424 famílies. La densitat de població era de 846,1 habitants/km².
Dels 7.716 habitatges en un 34% hi vivien nens de menys de 18 anys, en un 52,8% hi vivien parelles casades, en un 12,8% dones solteres, i en un 29,7% no eren unitats familiars. En el 23,7% dels habitatges hi vivien persones soles l'11,9% de les quals corresponia a persones de 65 anys o més que vivien soles. El nombre mitjà de persones vivint en cada habitatge era de 2,55 i el nombre mitjà de persones que vivien en cada família era de 3.
Per edats la població es repartia de la següent manera: un 25,5% tenia menys de 18 anys, un 7,7% entre 18 i 24, un 29,7% entre 25 i 44, un 19,7% de 45 a 60 i un 17,4% 65 anys o més.
L'edat mediana era de 37 anys. Per cada 100 dones de 18 o més anys hi havia 85,4 homes.
La renda mediana per habitatge era de 36.467 $ i la renda mediana per família de 41.211 $. Els homes tenien una renda mediana de 30.955 $ mentre que les dones 22.414 $. La renda per capita de la població era de 17.031 $. Entorn del 6,2% de les famílies i el 8,1% de la població estaven per davall del llindar de pobresa.

## Poblacions més properes
El següent diagrama mostra les poblacions més properes.